# Kuibîșeve, Bahciîsarai
Kuibîșeve (în ucraineană Куйбишеве) este o așezare de tip urban din raionul Bahciîsarai, Republica Autonomă Crimeea, Ucraina. În afara localității principale, mai cuprinde și satele Male Sadove, Novouleanivka, Tankove, Velîke Sadove și Vîsoke.

## Demografie
Componența lingvistică a așezării de tip urban Kuibîșeve
     Rusă (69,97%)
     Tătară crimeeană (20,34%)
     Ucraineană (8,68%)
     Alte limbi (0,2%)
Conform recensământului din 2001, majoritatea populației așezării de tip urban Kuibîșeve era vorbitoare de rusă (69,97%), existând în minoritate și vorbitori de tătară crimeeană (20,34%) și ucraineană (8,68%).